# Transcendentalisme
| |  |  |
| Ralph Waldo Emerson en Henry David Thoreau waren de twee meest prominente Amerikaanse transcendentalisten. In hun essays, toespraken en boeken zetten ze hun visies op de natuur en de werkelijkheid uiteen. |  |  |

Het transcendentalisme is een filosofische en literaire beweging die in de jaren 1830 en 1840 in de regio New England van de Verenigde Staten tot stand kwam en nieuwe ideeën verkondigde op het gebied van literatuur, religie, cultuur en filosofie. 
De beweging ontstond als reactie op de algemene staat van de cultuur en de maatschappij, met name op het intellectualisme van Harvard en de doctrine van de unitaristische kerk zoals die aan het seminarie van Harvard werd verkondigd. Geïnspireerd en gestimuleerd door de Engelse en Duitse romantiek, de bijbelkritiek van Herder en Schleiermacher, en het scepticisme van Hume, handelden de transcendentalisten vanuit de gedachte dat er een nieuw tijdperk was aangebroken. Ze leverden kritiek op de gedachteloze conformiteit van hun samenleving, en drongen erop aan dat elke persoon op zoek ging naar wat Emerson "een oorspronkelijke relatie met het universum" noemde. Centraal in het transcendentalisme is het geloof in de inherente goedheid van zowel de mens als de natuur. Transcendentalisten geloofden dat de maatschappij en haar instellingen, met name georganiseerde religie en politieke partijen, de onschuld van het individu corrumpeerden. De transcendentalisten geloofden dat de mens op zijn best was wanneer hij zelfstandig en zelfvoorzienend leefde. Een ideale gemeenschap kan alleen uit zulke individuen samengesteld zijn.
Belangrijke figuren in het transcendentalisme waren Ralph Waldo Emerson, die met zijn essay Nature de beweging min of meer in gang zette, en Henry David Thoreau, wiens boek Walden bijzonder invloedrijk was. Andere prominente figuren waren John Muir, Margaret Fuller, Amos Bronson Alcott, Louisa May Alcott, Charles Timothy Brooks, Nathaniel Hawthorne,  Orestes Brownson, William Ellery Channing, William Henry Channing, James Freeman Clarke, Christopher Pearse Cranch, Walt Whitman, John Sullivan Dwight, Convers Francis, William Henry Furness, Frederic Henry Hedge, Sylvester Judd, Theodore Parker, Elizabeth Palmer Peabody, George Ripley, Thomas Treadwell Stone, Jones Very en Arthur Edward Waite.